# Brosimum utile
Brosimum utile là một loài thực vật có hoa trong họ Moraceae. Loài này được (Kunth) Oken mô tả khoa học đầu tiên năm 1841.